# Cornèlia Escipió
|  | Aquest article tracta sobre l'esposa de Paulus Emili Lèpid. Si cerqueu les filles d'Escipió l'Africà, vegeu «Cornèlia Africana». |

Cornèlia (llatí: Cornelia Scipio; al voltant del 54–16 aC) era la filla de Escribònia i el cònsol Publi Corneli Escipió. Es va casar amb el censor Paulus Emili Lèpid, amb qui va tenir tres nens. El seu primer fill, Luci Emili Paulus, nascut c. 37 aC, es va casar amb la seva cosina Júlia, neta d'August; i el seu segon fill, Marc Emilii Lèpid, nascut c. 30 aC, va ser cònsol l'any 6 aC. També va tenir una filla, Emília Lèpida.
Cornèlia era la germana de Publi Corneli Escipió, i també era la germanastra gran de Júlia, la filla d'August. Cornèlia va morir el mateix any que el seu germà va ser nomenat cònsol, el 16 aC. L'emperador August, el seu padrastre, va plorar la seva mort, perquè la considerava una digna germana gran per la seva filla, Júlia. El poeta Properci va escriure una elegia de Cornèlia pel seu funeral, elogiant la seva virtut i família, incloent-hi Escipió i Escribònia.